# Cremeno
Cremeno (lombardul: Cremee, Cramee vagy Cremen) település Olaszországban, Lombardia régióban, Lecco megyében. Lakosainak száma 1684 fő (2023. január 1.). Cremeno Ballabio, Barzio, Cassina Valsassina, Pasturo és Morterone községekkel határos.

## Népesség
A település lakossága az elmúlt években az alábbi módon változott:
| Lakosok száma | 1589 | 1541 | 1684 |
|               | 2017 | 2018 | 2023 |